# Rijksweg 9
De Rijksweg 9 is een Nederlandse autosnelweg (A9) en autoweg (N9). De A9 bestaat uit twee losse delen die via de A2 met elkaar verbonden zijn. Eerst verbindt de zogeheten Gaasperdammerweg de A1 bij Diemen met de A2 bij knooppunt Holendrecht. Vervolgens lopen de A2 en A9 eerst voor 2 kilometer zuidwaarts. De A9 buigt dan af naar het noordwesten richting Alkmaar via Amstelveen, knooppunt Badhoevedorp (A4), knooppunt Raasdorp (A5) naar knooppunt Rottepolderplein (A200/N205). Daarna passeert de A9 met een beweegbare brug het zijkanaal C gevolgd door knooppunt Velsen (A22), de Wijkertunnel onder het Noordzeekanaal en knooppunt Beverwijk (A22). Vervolgens, 15 kilometer noordelijker, loopt de snelweg over in een regionale stroomweg, de Provinciale weg 242. De rijksweg 9 volgt de afrit naar het Kooimeerplein aan de zuidkant van Alkmaar, waarvandaan de weg als N9 verdergaat tot aan De Kooy (bij Den Helder).
In de jaren 90 is naast de Velsertunnel de Wijkertunnel gebouwd. De A9 liep tot 1996 via de Velsertunnel waar ook een aansluiting is met de A208 (knooppunt IJmuiden). Dit deel bestaat nog steeds maar dit wegvak is omgenummerd naar A22. Het gedeelte tussen Beverwijk en knooppunt Beverwijk is daarbij opnieuw getraceerd; op het oorspronkelijke tracé van A9 tussen Beverwijk en Uitgeest is de woonwijk Broekpolder gebouwd.
Het gedeelte van de A9 tussen de Velsertunnel en knooppunt Holendrecht was oorspronkelijk onderdeel van Rijksweg 6, maar is in 1976 als A9 genummerd. Rijksweg 9 liep voor 1976 vanaf de Velsertunnel in zuidelijke richting naar Haarlem-noord (huidige N208).

## Aantal rijstroken
| Traject                                                            | Aantal rijstroken    | Maximumsnelheid                                              |
| ------------------------------------------------------------------ | -------------------- | ------------------------------------------------------------ |
| Knooppunt Diemen – Knooppunt Holendrecht                           | 3+2+2+3              | Hoofdrijbaan: 100 km/h Parallelrijbaan: 80 km/h              |
| Knooppunt Holendrecht - Knooppunt Badhoevedorp                     | 2×3                  | 100 km/h                                                     |
| Knooppunt Badhoevedorp - Knooppunt Raasdorp                        | 2×3                  | 100 km/h                                                     |
| Knooppunt Raasdorp - Knooppunt Rottepolderplein-Zuid               | 2×5                  | 120 km/h*                                                    |
| Knooppunt Rottepolderplein-Zuid - Knooppunt Rottepolderplein-Noord | 2×3                  | 130 km/h* (spitsstrook open 100 km/h)                        |
| Knooppunt Rottepolderplein-Noord - Knooppunt Velsen                | 2×2 (bij drukte 2×3) | 130 km/h* (spitsstrook open 100 km/h)                        |
| Knooppunt Velsen - Knooppunt Beverwijk                             | 2×2                  | 130 km/h*                                                    |
| Knooppunt Beverwijk – afrit Castricum                              | 2×3                  | 130 km/h*                                                    |
| afrit Castricum - afrit Ring Alkmaar (West)                        | 2×2 (bij drukte 2×3) | 130 km/h* (spitsstrook open 100 km/h en bij Kanaalweg)       |
| Ring Alkmaar                                                       | 2×2                  | 70 km/h                                                      |
| Alkmaar - Den Helder                                               | 2×1                  | 80 km/h (in Burgervlotbrug en St. Maartensvlotbrug: 50 km/h) |
| * maximumsnelheid tussen 6-19h: 100 km/h                           |                      |                                                              |

## Geschiedenis
De huidige rijkswegen zijn voor het eerst met een nummer opgenomen in het rijkswegenplan van 1932. In dat plan liep rijksweg 9 vanaf Haarlem via Alkmaar, onder Den Helder naar de Afsluitdijk. De dijk was ook onderdeel van rijksweg 9. In Friesland liep de weg via Harlingen door tot Leeuwarden waar de weg eindigde. In het rijkswegenplan van 1968 werd de weg nog doorgetrokken tot aan Groningen.
In het laatste rijkswegenplan, van 1984, werd de nummering aangepast. Sindsdien loopt de A9 naar Den Helder en is de zuidelijke as om Amsterdam, die in eerste instantie deel uitmaakte van rijksweg 6 omgenummerd naar rijksweg 9. De afsluitdijk werd deel van de A7, terwijl de directe verbinding tussen Leeuwarden en Groningen werd geschrapt.

## Gaasperdammerweg
De Gaasperdammerweg is aangelegd op het tracé van de voormalige Oost Bijlmer, een weg die liep langs de zuidelijke ringdijk van de Bijlmermeer. In de oorspronkelijke plannen zou deze weg een provinciale stadsautosnelweg worden, als vervanging van de door de woningbouw van de Bijlmermeer onderbroken oude provinciale weg Ouderkerk - Diemen. Het intensieve gebruik van de Gaasperdammerweg is terug te voeren op het feit dat de A6 tussen de knooppunten Holendrecht en Muiderberg nooit is aangelegd en de voltooiing van de Ring Amsterdam nog tot 1990 op zich liet wachten. Dit noopte de beleidsmakers in de jaren 1970 om de A1 en de A2, door middel van de planvervangende rijksweg 734, met elkaar te verbinden. Intussen vormt de Gaasperdammerweg, als ware het een tweede ringweg, een zwaarbelaste verbinding door de Zuidoostelijke stadsdelen van Amsterdam. Na het definitieve besluit om het ontbrekende deel van de A6 niet aan te leggen is dan ook besloten om de Gaasperdammerweg uit te breiden van 3 naar 5 rijstroken per richting en tegelijkertijd het deel dat door woonwijken loopt te overdekken. Daartoe is de Gaasperdammertunnel aangelegd, die in 2020 gefaseerd in gebruik is genomen. De buizen richting Holendrecht zijn op 5 juli 2020 in gebruik genomen en de hoofdrijbaan richting Diemen op 28 september 2020. De buis voor de parallelrijbaan richting Diemen ging op 23 november 2020 open voor het verkeer. De buis voor de wisselbaan in het midden van de tunnel wordt naar verwachting in 2026 geopend. De reden dat de wisselbaan pas na 6 jaar wordt geopend komt doordat het laatste gedeelte van de wisselbaan onderdeel uitmaakt van het trajectdeel Holendrecht - Badhoevedorp. Wanneer dit verbredingsproject is afgerond kan pas het laatste deel van de wisselbaan worden geopend.

## Omlegging Badhoevedorp

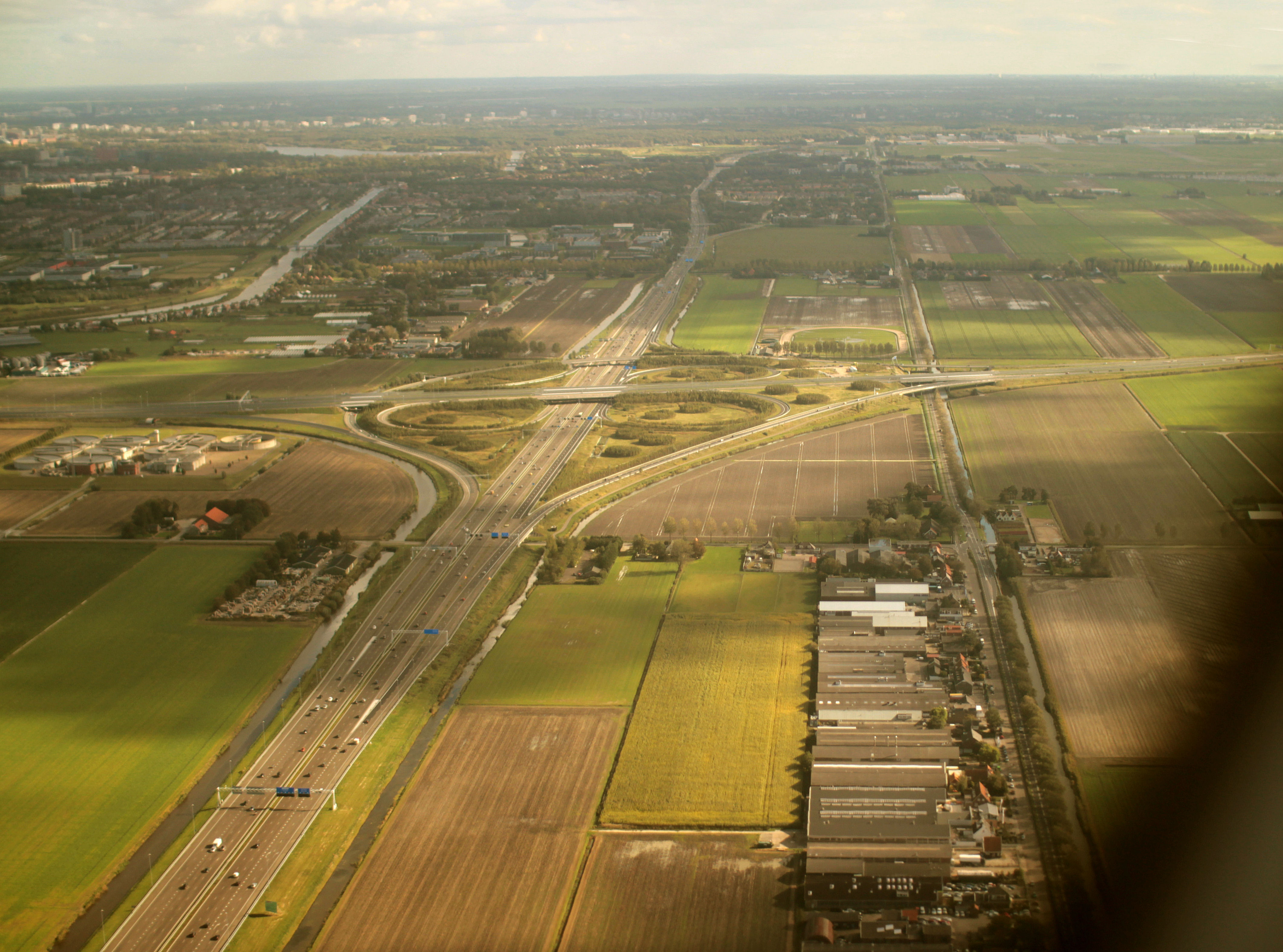
De A9 door Badhoevedorp gezien vanaf het knooppunt Raasdorp

In de jaren 60 van de twintigste eeuw is de A9 dwars door de dorpskern van Badhoevedorp aangelegd. Door de ontwikkeling van Badhoevedorp en zijn inwoners vormt de weg een barrière tussen de twee delen van het dorp. In 2000 zijn diverse varianten getekend en bekeken waarmee een concept is ontwikkeld dat goedkoper zou uitpakken doordat er geen reconstructie van het knooppunt A4/ A9 hoefde plaats te vinden. Mede door herontwikkeling van het huidige tracé van de A9, dat na de omlegging vrijkomt, is het project haalbaar geworden.
In 2005 is definitief besloten dat de A9 omgelegd zal worden ten zuiden van Badhoevedorp. In 2007 is de inspraak gestart en op 24 april 2012 werd het definitieve tracébesluit getekend door verkeersminister Schultz van Haegen. Eind 2012 heeft de Raad van State uitspraak gedaan over ingesteld beroep, en het tracébesluit onherroepelijk verklaard.
Op 17 en 19 december 2016 werd het nieuwe tracé van de omlegging in de richting Amstelveen (linkerrijbaan) in gebruik genomen. Op 10 april 2017 is de omlegging in de richting van Haarlem geopend, waardoor er geen verkeer meer dwars door Badhoevedorp gaat.
Aansluitend zal van Badhoevedorp één geheel kunnen worden gemaakt. De verschillende opties hiervoor staan beschreven in het 'Masterplan Badhoevedorp'.

## Toekomstplannen

### SAA
Minister Peijs plande aanvankelijk om de A9 te verbinden met de A6 door middel van een tunnel langs het Naardermeer tussen knooppunt Holendrecht en knooppunt Muiderberg. Dit tracé stuit op bezwaren bij met name natuurbeschermers. Die bezwaren bestaan vanwege het doorsnijden van het gebied rond het Gein en het op korte afstand passeren van het Naardermeer. Een alternatief voor dit bezwaarde tracé ligt in de verbreding van respectievelijk de A10, A1, de Gaasperdammerweg en de A6. Een mogelijke verbreding van de A9 gebeurt na overleg met de betrokken gemeenten. Eventueel draagt de gemeente Amsterdam bij aan de financiering van die laatste verbreding.

#### Gaasperdammerweg
Op 22 september 2015 gaf minister Schultz van Haegen van Infrastructuur en Milieu het startsein voor de uitbreiding van de Gaasperdammerweg. Er komen meer rijstroken (2 x 5 en een wisselstrook i.p.v. 2 x 3) en de weg komt in een drie kilometer lange tunnel te liggen.

### Rottepolderplein
In 2019 werd bekend dat de minister van Infrastructuur en Milieu een onderzoek zal laten uitvoeren hoe de file problematiek opgelost en of verbeterd kan worden door middel van aanpassing van het knooppunt Rottepolderplein.

### Aansluiting bij Heiloo
Er zal een nieuwe aansluiting op de A9 nabij Heiloo gerealiseerd worden, zodat inwoners minder hoeven om te rijden.

## Positie in het netwerk
Het gedeelte van de A9 tussen knooppunt Raasdorp en knooppunt Diemen ligt tangentieel ten opzichte van Amsterdam en kan worden gezien als zuidelijke randweg, buiten de eigenlijke ringweg A10. Samen met de Westrandweg (onderdeel van de A5) vormt de A9 aan de west- en zuidkant een incomplete tweede ring om Amsterdam.

## Kunstobjecten langs de A9
- Can't see the Wood for the Trees bij het Rottepolderplein
- Lantaarnpalen bij de brug over de Amstel